# Plagithmysus sulphurescens
Plagithmysus sulphurescens är en skalbaggsart som beskrevs av Sharp 1896. Plagithmysus sulphurescens ingår i släktet Plagithmysus och familjen långhorningar. Inga underarter finns listade i Catalogue of Life.